# 100
Năm 100 là một năm trong lịch Julius. 